# Kurzyna Wielka
Kurzyna Wielka – wieś w Polsce położona w województwie podkarpackim, w powiecie niżańskim, w gminie Ulanów.
| SIMC    | Nazwa   | Rodzaj     |
| ------- | ------- | ---------- |
| 0809279 | Zarowie | przysiółek |

W latach 1975–1998 miejscowość administracyjnie należała do województwa tarnobrzeskiego.
10 lipca 1943 Wehrmacht i SS spacyfikowały wieś. Niemcy zamordowali 13 osób. Z wsi Golce, Kurzyna Mała, Średnia i Wielka wywieźli 50 mieszkańców do obozu w Budzyniu, a następnie część do obozu w Majdanku a część na roboty przymusowe do Niemiec.